# Ján Podhradský
Ján Podhradský (Kisač, 31 agosto 1917 – Bratislava, 15 dicembre 1998) è stato un calciatore slovacco, fino al 1938 cittadino jugoslavo.

## Carriera

### Nazionale
Ha collezionato 4 presenze con la Nazionale Slovacca e 1 con la Nazionale Jugoslava.